# Sowjetarmee-Pokal 1953
Der Sowjetarmee-Pokal 1953 war die 13. Austragung des Pokalwettbewerbs im Fußball in Bulgarien. Pokalsieger wurde DSO Torpedo Sofia. Das Team setzte sich im Finale gegen DSO Dinamo Sofia durch.

## Modus
In allen Runden wurde der Sieger in einem Spiel ermittelt. Stand es nach der regulären Spielzeit von 90 Minuten unentschieden, kam es zur Verlängerung von zweimal 15 Minuten. Falls danach immer noch kein Sieger feststand, wurde das Spiel wiederholt.

## Teilnehmer
| - DSO Akademik Sofia - DSO Akademik Stalin - DSO Dinamo Sofia - DSO Dinamo Wraza - DFS Lokomotive Plowdiw - DSO Minjor Dimitrowo - DSO Minjor Kardschali - DNA Plowdiw - DNA Silistra | - DNA Sliwen - DSO Spartak Sofia - DSO Spartak Plewen - DSO Spartak Plowdiw - DSO Spartak Stalin - DSO Stroitel Blagoewgrad - DSO Stroitel Burgas - DSO Stroitel Sofia - DSO Torpedo Sofia | - DSO Tscherweno sname Pasardschik - DSO Tschernweno sname Popowo - DSO Tscherweno sname Sliwniza - DSO Udarnik Plewen - GUTP-DSO Udarnik Sofia - DNA Weliko Tarnowo - WUS Stalin - WWS Sofia - ZDNA Sofia |

## 1. Runde
|                               | Ergebnis  |                                  |
| ----------------------------- | --------- | -------------------------------- |
| DSO Tscherweno sname Sliwniza | 2:0       | DSO Tscherweno sname Pasardschik |
| DFS Torpedo Plowdiw           | 2:1 n. V. | DNA Sliwen                       |
| DSO Akademik Sofia            | 3:1       | DSO Minjor Dimitrowo             |
| DNA Weliko Tarnowo            | 2:1       | DSO Tschernweno sname Popowo     |
| DSO Stroitel Blagoewgrad      | 0:1       | WWS Sofia                        |
| DSO Dinamo Wraza              | 0:2       | DSO Udarnik Plewen               |
| DNA Silistra                  | 0:3       | DSO Spartak Stalin               |
| DFS Spartak Stalin            | 2:1       | DSO Akademik Stalin              |
| DSO Stroitel Burgas           | 1:0       | DNA Plowdiw                      |
| DSO Spartak Plewen            | 2:2 n. V. | DSO Stroitel Sofia               |
| DSO Minjor Kardschali         | 0:0 n. V. | DSO Spartak Plowdiw              |

### Wiederholungsspiele
|                       | Ergebnis  |                     |
| --------------------- | --------- | ------------------- |
| DSO Spartak Plewen    | 0:0 n. V. | DSO Stroitel Sofia  |
| DSO Minjor Kardschali | 0:5       | DSO Spartak Plowdiw |
| DSO Spartak Plewen    | 2:4       | DSO Stroitel Sofia  |

## Achtelfinale
|                               | Ergebnis  |                        |
| ----------------------------- | --------- | ---------------------- |
| DSO Torpedo Sofia             | 2:1 n. V. | DSO Spartak Sofia      |
| DSO Akademik Sofia            | 3:0       | DSO Udarnik Plewen     |
| DFS Lokomotive Plowdiw        | 0:1       | DSO Dinamo Sofia       |
| DSO Spartak Plowdiw           | 1:0       | DSO Spartak Stalin     |
| DSO Stroitel Sofia            | 3:0       | DSO Stroitel Burgas    |
| DSO Tscherweno sname Sliwniza | 0:1       | WWS Sofia              |
| ZDNA Sofia                    | 1:0       | GUTP-DSO Udarnik Sofia |
| WUS Stalin                    | 1:1 n. V. | DNA Weliko Tarnowo     |

### Wiederholungsspiel
|            | Ergebnis |                    |
| ---------- | -------- | ------------------ |
| WUS Stalin | 3:0      | DNA Weliko Tarnowo |

## Viertelfinale
|                     | Ergebnis  |                    |
| ------------------- | --------- | ------------------ |
| DSO Spartak Plowdiw | 1:0       | WUS Stalin         |
| ZDNA Sofia          | 3:0       | DSO Akademik Sofia |
| DSO Dinamo Sofia    | 1:1 n. V. | DSO Stroitel Sofia |
| DSO Torpedo Sofia   | 0:0 n. V. | WWS Sofia          |

### Wiederholungsspiele
|                   | Ergebnis |                    |
| ----------------- | -------- | ------------------ |
| DSO Dinamo Sofia  | 4:1      | DSO Stroitel Sofia |
| DSO Torpedo Sofia | 4:1      | WWS Sofia          |

## Halbfinale
|                  | Ergebnis |                     |
| ---------------- | -------- | ------------------- |
| DSO Dinamo Sofia | 4:1      | DSO Spartak Plowdiw |
| ZDNA Sofia       | 0:1      | DSO Torpedo Sofia   |

## Finale
| Paarung           | DSO Torpedo Sofia – DSO Dinamo Sofia |
| Ergebnis          | 2:1 (1:1) |
| Datum             | 25. November 1953 |
| Stadion           | Wassil-Lewski-Stadion, Sofia |
| Zuschauer         | 30.000 |
| Schiedsrichter    | Todor Stojanow |
| Tore              | 1:0 Kostadin Blagoew (32.) 1:1 Todor Takew (34.) 2:1 Petar Argirow (67.) |
| DSO Torpedo Sofia | Marin Marinow – Goze Wassiliew, Asen Panajotow, Iwan Atanasow – Todor Finkow, Lasar Christo – Georgi Berkow, Kostadin Blagoew, Petar Argirow, Janko Jankow, Nikola Bogdanow (Boris Petrunow) Cheftrainer: Anastas Kowatschew                      |
| DSO Dinamo Sofia  | Simeon Kostow – Metodi Angelowski, Iwan Dimtschew , Dimitar Dimitrow – Aleksandar Bachtschewandschiew, Aleksandar Krastew – Stefan Abadschiew, Iwan Georgiew, Dimitar Popdimitrow, Dimitar Andonow, Todor Takew Cheftrainer: Dimitar Mutaftschiew |